# Hostouň (Boêmia Central)
Hostouň é uma comunas checa localizada na região da Boêmia Central, distrito de Kladno.